# Mamadou Bah (Fußballspieler)
Mamadou Diouldé Bah (* 25. April 1988 in Conakry) ist ein guineischer Fußballspieler.

## Karriere

### Verein
Bah erlernte das Fußballspiel bei Friguiagbé FC, einem Fußballklub aus Kindia. Im Juli 2006 wechselte zu Racing Straßburg, wo er zunächst im Reserveteam eingesetzt wurde.
Zu seinen ersten Profieinsätzen kam er im April und Mai 2008, als er in fünf Partien in der Ligue 1 eingesetzt wurde. Seit dem Abstieg von Straßburg in die Ligue 2 kam Bah regelmäßig zum Einsatz. Nachdem 2009 der Wiederaufstieg knapp verpasst wurde, stieg man 2010 gar in die Drittklassigkeit ab.
Am 31. August 2010 unterzeichnete Bah beim deutschen Bundesligisten VfB Stuttgart einen Vertrag bis Ende Juni 2013. Am 23. Oktober 2012 wurde Bah aus privaten Gründen in die zweite Mannschaft des VfB versetzt, bei der er bis zu seinem Vertragsende nach Saisonende trainieren sollte. Anfang Januar 2014 kehrte er zu Racing Straßburg zurück, wo er einen Vertrag für 1,5 Jahre unterschrieb.

### Nationalmannschaft
Nach der Nichtzulassung von Kévin Constant für die Fußball-Afrikameisterschaft 2008 wurde Bah in das Aufgebot Guineas  berufen. Dort gab er im Auftaktspiel gegen Gastgeber Ghana sein Debüt in der Nationalelf. Er kam während des Turnierverlaufs zu insgesamt drei Einsätzen, darunter bei der 0:5-Niederlage im Viertelfinale gegen die Elfenbeinküste. Bei der Afrikameisterschaft 2012 spielte Bah in allen drei Vorrundenspielen der Gruppe D für sein Land und erzielte beim 6:1-Sieg Guineas gegen Botswana einen Treffer.